# Ками Рита
Ками Рита (непальск. कामीरिता; род. 17 января 1970, Тхаме, район Солукхумбу, Непал) — непальский альпинист и горный гид, принадлежащий к народу шерпов. 27 мая 2025 года совершил свой 31-й подъём на Эверест, в очередной раз побив собственный рекорд.

## Биография
Родился 17 января 1970 года в деревне Тхаме, район Солукхумбу, Непал.
По словам брата Ками Риты, впервые он предпринял попытку подняться на гору в 1992 году, работая носильщиком в базовом лагере. В возрасте 24 лет он впервые успешно достиг вершины Эвереста.
По состоянию на май 2019 года он работал в компании Seven Summit Treks, организующей альпинистские экспедиции. До 2018 года он работал в американской фирме Alpine Ascents International.
7 мая 2021 года Ками Рита побил свой собственный рекорд, покорив вершину в 25-й раз, а ровно год спустя совершил 26-е восхождение. 17 мая 2023 года, через три дня после того, как шерпа Пасанг Дава покорил вершину в 26-й раз, побив рекорд, Ками Рита вернул себе титул, совершив 27-е восхождение на Эверест. 22 мая 2023 года Пасанг Дава снова побил рекорд, поднявшись на Эверест в 27-й раз, а уже 23 мая Ками Рита вновь покорил Эверест, увеличив свой рекорд до 28 восхождений. В мае 2025 года Ками Рита покорил вершину рекордный 31-й раз.